# Boris Wladimirowitsch Assafjew
Boris Wladimirowitsch Assafjew (russisch Борис Владимирович Асафьев, Pseudonym Igor Glebow (russisch Игорь Глебов); * 17. Julijul. / 29. Juli 1884greg. in Sankt Petersburg; † 27. Januar 1949 in Moskau) war ein russischer Musikforscher und Komponist.

## Leben
Assafjew begann auf Anraten Wladimir Wassiljewitsch Stassows und Nikolai Rimski-Korsakow am Sankt Petersburger Konservatorium bei Anatoli Ljadow und Nikolai Rimski-Korsakow Komposition zu studieren. Zusätzlich besuchte er bis 1908 auch Vorlesungen in Geschichte und Philologie der Universität St. Petersburg. 1910 wurde er Ballettkorrepetitor am Petersburger Mariinski-Theater und begann Ballette und Schauspielmusiken zu verfassen. 1914 begann er mit der Veröffentlichung von Aufsätzen in der Moskauer Zeitschrift Musyka. 1919 wurde er Leiter der Musikbibliothek der Staatlichen Theater in Sankt Petersburg. Nach dem Ende der Russischen Revolution leitete er ab 1921 die Abteilung für Musikabteilung des reorganisierten Staatlichen Instituts für Kunstgeschichte. 1925 gründete er die Musikwissenschaftliche Fakultät des Konservatoriums in Leningrad. Ab 1943 leitete er das Kunsthistorische Institut in Moskau.
Assafjew schuf in dieser Zeit den Begriff der „Intonation“, hierzu verfasste er die grundlegende Schrift Musykalnaja forma kak prozess (auch in deutscher Übersetzung von Ernst Kuhn erschienen: Die musikalische Form als Prozeß. 2 Bände, II: Die Intonation. Moskau und Leningrad 1930, 1947; herausgegeben von Dieter Lehmann und Eberhard Lippold).
Assafjew beteiligte sich an der 1926 gegründeten Leningrader Assoziation für zeitgenössische Musik, die sich mit  Beschäftigung mit der modernen Musik Westeuropas befasste. Aus dieser Tätigkeit entstand das erste russische Buch zu Igor Strawinsky (Leningrad 1929). Er schrieb Biografien über weitere russische Komponisten des 19. Jahrhunderts. In den folgenden Jahren wandte er sich jedoch wieder verstärkt der Komposition zu. 1943 übersiedelte er als einer der Leiter des Instituts für Kunstgeschichte der Sowjetischen Akademie der Wissenschaften nach Moskau. Hier setzte er sich in zahlreichen Artikeln für die Gründung des „Sozialistischen Realismus“ in der Musik ein. Im Jahr 1948 wurde er zum Vorsitzenden des Verbandes sowjetischer Komponisten gewählt.

## Bedeutung
Assafjew komponierte zehn Opern, 27 Ballette, drei Sinfonien, zwei Kantaten und zahlreiche Lieder. Er trat außerdem als Autor musikwissenschaftlicher Werke (u. a. Die musikalische Form als Prozess, Die Musik in Russland) hervor.
Als Analytiker und Kritiker gilt Assafjew als Begründer der russischen/sowjetischen Musikwissenschaft. Er prägte unter anderem den Begriff Simfonizm, der für die „… spezifische sowjetische Handhabung der zyklischen Sonatenform, der Gattung Symphonie schlechthin“ stehe. Durch ihren konstruktivistischen Charakter war die Musikwissenschaft der frühen Sowjetzeit eng mit der Musikpraxis verbunden – Assafjew ist so unter anderem der Widmungsträger der 1. Symphonie von Sergei Prokofjew.

## Igor Glebow
Im April 1916 erschien im Fachheft Der musikalische Zeitgenosse ein Aufsatz von Igor Glebow über einige Romanzen des Komponisten Sergei Iwanowitsch Tanejew. Dieser wurde in der „Russischen Bibliothek Zürich“ aufgefunden. Glebow schreibt darin:

„Wollte man sich speziell dem Wesen des russischen Sologesangs mit Begleitung des Pianoforte von Sergej I. Taneev vollständig widmen, so mag mit seinem op. 26 begonnen werden. Diese Romanze besaß noch nicht die unmittelbare, geistlich-geistige Ausdruckskraft, weist aber ein Maximum seelisch-spiritueller Anspannung auf. Mir scheint, dass es ohne die Bewertung der Bedeutung des lyrischen oder musikalischen Inhalts, ohne die Würdigung auch der Grenzen seines Beitrags zur Gattung Romanze, das Gesamtschaffen des Komponisten als solchem nicht ausreichend erschöpfend charakteristisch zur Darstellung gelangt." (…) Sergej I. Taneevs Bedeutung als Komponist von kammermusikalischer Ensemblemusik war an historischen Vorbildern der Gattung zwar satztechnisch orientiert, aber auch von schöpferisch neuen Ideen durchzogen gewesen. Doch insbesondere erlangte Sergej I. Taneev als Komponist von Vokalmusik die Bedeutung eines Ideals, – und dass bereits mit ein paar ungelungenen Kompositionsversuchen nur. Das mag an der klassischen Ausbalanciertheit, der organischen Zielgerichtetheit der zyklischen Formdisposition, seiner Streichquartett- und Streichquintettkonzeptionen gelegen haben, die es als Besonderheit zu erwähnen gibt. Das Textprofil, die poetischen Metaphern und Inhalte, die Entwicklung der lyrischen Sujets, von denen der Komponist erzählt, bezogen sich auf die intim-lyrischen Verse Afanassij Fets, auf den feinlinigen, spirituell unmittelbar wirkenden Metaphernreichtum des Schriftstellers Aleksej Tol’stoj, auf eine plagiierende Rezeption westlicher Vorbilder durch Schelling-Balmont (‚Immortellen‘, hrsg. von Ellis’), auf die komplex vergeistigte Poesie der geistlichen Dichtung von Jaroslav Polonskij; sie bewiesen die Zielstrebigkeit, die Intention, ein Gleichgewicht zwischen Leben und Werk zu halten, das musikalisch inspiriertes Schaffen bedeutete, aber auch den Kampf um musikalisches Schöpfertum.“

Grabstein Assafjews auf dem Nowodewitschi-Friedhof in Moskau

## Werke
Opern
- Aschenbrödel („Cinderella“), 1906
- Die Schneekönigin, 1907
- Die Frau des Kämmerers, 1935
- Minin und Poscharski, 1936–1938
- Altyn-Tschetsch („Das Mädchen mit den goldenen Haaren“), 1938
- Der eherne Reiter, 1939
- Das Gewitter, 1939–1940
- Das Gelage während der Pest, 1940
- Die slawische Schönheit („Das Zauberschloß“), 1940
- Klarettas Karriere, Operette, 1940
- Herkules, Operette, 1941

Ballette
- Die weiße Lilie („Dichterträume“), 1910–1914,
- Das Geschenk der Fee, 1910
- König Karneval, 1914
- Das Eismädchen („Solveig“), 1918
- La Carmagnola, 1918
- Plamja Parischa – Die Flamme von Paris, 1932
- Bachtschissaraj – skij fontan – Die Fontäne von Bachtschissarai, 1933/1934 (nach Puschkin)
- Verlorene Illusionen, 1934
- Partisanen, 1935
- Der Gefangene im Kaukasus, 1936
- Die Nacht vor Weihnachten, 1937
- Die schöne Radda, 1937
- Iwan Bolotnikow, 1938
- Kawkasskij plennik – Der Gefangene aus dem Kaukasus, 1938 (nach Puschkins Der Gefangene im Kaukasus)
- Stepan Rasin, 1939
- Aschik-Kerib, 1939/1940
- Porträts der Ballettkünstler – Ballettsuite, 1940
- Sulamith, 1940/41
- Schneeflöckchen, 1941
- Graf Nulin, 1941–1943
- Der Totengräber, 1943
- Der Steinerne Gast, 1943
- Lada, 1943
- Francesca da Rimini, 1943
- Die Prinzessin als Bäuerin, 1945
- Frühlingsmärchen, 1946
- Ein Frühlingsmärchen, 1946
- Die Familie, 1947
- Miliza, 1942–1947

## Schriften (Auswahl)
- Simfonitscheskije etjudi. Sankt Petersburg 1922 (russisch Symphonische Etüden, gesammelte Aufsätze, Sankt Petersburg).
- Instrumentalnoje twortschestwo Tschaikowskowo Sankt Petersburg 1922 (Über das Instrumentalschaffen Pjotr Iljitsch Tschaikowskis).
- Russkaia poesija w russkoj musyke. Sankt Petersburg 1922 (Russische Dichtung in der russischen Musik).
- Die musikalische Form als Prozess. Verlag Neue Musik, 1976, ISBN 3-7333-0040-8.
- Alexander Borodin – Sein Leben, seine Musik, seine Schriften. Verlag Ernst Kuhn, 1992, ISBN 3-928864-03-3 (mit Beiträgen von Boris Assafjew, Alexander Glasunow, Wassili Jakowlew, Nikolai Rimski-Korsakow, Grigori Timofejew u. a.).
- Programmheft Die Fontäne von Bachtschissarai. Ballett von Boris Assafjew. Druckkombinat Berlin, 1970.
- Igor Glebov’, Die Romanzen S. I. Taneevs. In: Der musikalische Zeitgenosse. April (Band VIII) Sankt Petersburg 1916, S. 94–114.
- Die Musik in Russland: (Von 1800 bis zur Oktoberrevolution 1917). Entwicklungen – Wertungen – Übersichten. Verlag Ernst Kuhn, 1996, ISBN 978-3-928864-12-1.

## Auszeichnungen
- 1943, 1948 Stalinpreis[5]
- 1944, 1945 Leninorden[5]
- 1938 Orden des Roten Banners der Arbeit[5]
- Medaille „Für heldenmütige Arbeit im Großen Vaterländischen Krieg 1941–1945“[5]
- 1938 Volkskünstler der RSFSR[5]
- 1946 Volkskünstler der UdSSR[5]

Nach ihm ist der Assafjew-Gletscher in der Antarktis benannt.